# Dr. Goldfoot and the Bikini Machine
Pour plus de détails, voir Fiche technique et Distribution.
Dr. Goldfoot and the Bikini Machine est un film américain réalisé par Norman Taurog, sorti en 1965. Il fait partie d'une série de films initiée en 1963 avec Beach Party.

## Synopsis
Retiré dans son château lugubre, le génial Dr Goldfoot, aidé de son assistant Igor, mène des expériences pour créer des femmes parfaites. Il conditionne ensuite leurs esprits afin qu'elles séduisent les grands hommes de notre monde, dans le but de les escroquer. Il fabrique ainsi une petite armée de femmes robots, dont sa favorite est la numéro 11. Mais les choses vont se gâter lorsque celle-ci se trompe et séduit un agent des services secrets.

## Fiche technique
- Titre : Dr. Goldfoot and the Bikini Machine
- Réalisation : Norman Taurog
- Scénario : Robert Kaufman et Elwood Ullman
- Photographie : Sam Leavitt
- Montage : Fred R. Feitshans Jr., Eve Newman (de) et Ronald Sinclair
- Musique : Les Baxter
- Direction artistique : Daniel Haller
- Costumes : Richard Bruno (en)
- Producteurs : Samuel Z. Arkoff, Anthony Carras et James H. Nicholson (en)
- Société de production : American International Pictures
- Budget: 300 000 $ (estimé)
- Pays de production :  États-Unis
- Format : Couleurs (Pathécolor) — 35 mm — 2,35:1 — Son : Mono
- Genre : Comédie, Film d'espionnage, Film de science-fiction
- Durée : 88 minutes
- Date de sortie :
  - États-Unis : 6 novembre 1965

## Distribution
- Vincent Price : le docteur Goldfoot
- Frankie Avalon : Craig Gamble
- Dwayne Hickman : Todd Armstrong
- Susan Hart (en) : Dian, le robot no 11
- Jack Mullaney (en) : Igor
- Fred Clark : Donald J. Penney
- Patti Chandler : un robot
- Mary Hughes : un robot
- Salli Sachse : un robot
- Luree Holmes : un robot
- Sue Hamilton : un robot
- Laura Nicholson : un robot
- Marianne Gaba : un robot
- China Lee : un robot
- Issa Arnal : un robot

## Autour du film
- Le tournage s'est déroulé à San Francisco, en Californie.
- Mario Bava réalisera, dès l'année suivante, une suite intitulée L'Espion qui venait du surgelé (1966).
- La chanson The Bikini Machine est interprétée par les Supremes.
- La scène du donjon incorpore des plans d'ensemble issus de La Chambre des Tortures (film, 1961), l'un des précédents films de Vincent Price[1].